# Gašper Vinčec
Gašper Vinčec, slovenski jadralec, * 5. april 1981, Koper.
Vinčec je za Slovenijo v razredu finn nastopil na Poletnih olimpijskih igrah 2004 v Atanah in Poletnih olimpijskih igrah 2008 v Pekingu.
V Atenah je osvojil 20., v Pekingu pa 7. mesto.